# Literatura română avangardistă
Avangardismul este un curent de sinteză al modernismului, apărut la debutul secolului al XX-lea, care s-a manifestat simultan în artele plastice, literatură, teatru, balet și cinematografie. Este cunoscut și sub numele de avangarda clasică. În România i-a avut drept reprezentanți pe pictorul Victor Brauner, autorul manifestului Pictopoezii, pe Matiss Teutch, pe pictorul Marcel Iancu și pe scriitorii Sașa Pană, Ilarie Voronca, Ion Vinea. Revistele avangardei românești au fost colecționate de medicul și poetul Sașa Pană. Există două antologii, una îngrijită de Sașa Pană, cealaltă de Marin Mincu și un studiu al lui Ion Pop, Avangarda în literatura română. Printre revistele de avangardă au fost 75 H.P, Contimporanul și Integral.